# Vanstraelenia chirophthalma
Vanstraelenia chirophthalma és un peix teleosti de la família dels soleids i de l'ordre dels pleuronectiformes.

## Morfologia
Pot arribar als 28 cm de llargària total.

## Distribució geogràfica
Es troba des de les costes de Guinea Bissau fins a Angola.